# Hypocrita uranicola
Hypocrita uranicola är en fjärilsart som beskrevs av Walker 1866. Hypocrita uranicola ingår i släktet Hypocrita och familjen björnspinnare. Inga underarter finns listade i Catalogue of Life.